# Charles Goyet-Dubignon
Charles Édouard Goyet-Dubignon est un homme politique français né le 12 août 1809 à Mayenne (Mayenne) et mort le 26 août 1883 à Vautorte (Mayenne).

## Biographie
Les Goyet sont une famille originaire de Vautorte mais dispersée à Paris, au Mans, à Saint-Denis-le-Gast, et surtout à Mayenne, alliée aux familles Fourreau, Durand, Clouet, Guimond et autres, titrée d'un grand nombre de terres.
Petit-fils d'Abraham Goyet-Dubignon, député de la Mayenne sous la Révolution, Il est ll fils de Jean-Baptiste-René Goyet et de Thérèse-Françoise-Perrine-Joséphine Lebouc de la Bouteillère
Il entre dans la magistrature et devient procureur du roi à Montbéliard. Il refuse de passer avec le même titre à Perpignan où le ministre Jean-Charles Persil voulait l'envoyer combattre la presse. Nommé par Louis-Philippe procureur du roi à Mayenne, il reste à ce poste jusqu'au moment où il est élu aux Élections législatives de 1848 député à l'Assemblée nationale constituante. Nommé président du tribunal civil de Mayenne, il démissionna au mois d'octobre, et fut encore réélu aux Élections législatives de 1849.
Il est député de la Mayenne de 1848 à 1851 et siège avec les républicains conservateurs. Pour l'Abbé Angot, il est aussi Aussi conservateur que libre-penseur. Opposant au Second Empire, il tente sans succès de retrouver un siège parlementaire, par exemple aux Élections législatives de 1871. Il échoue à deux reprises aux Élections sénatoriales de 1876.
Il voit en Amédée Renault-Morlière son héritier politique, au point de lui léguer ses biens à sa mort en 1883. L'Abbé Angot signale que son portrait existe dans la Collection des représentants du peuple en 1848.